# Mycénée
Pour les articles homonymes, voir Mycène (homonymie).
 (avril 2023).
Dans la mythologie grecque, Mycénée ou Mycénéos, fils de Sparton, est le héros éponyme de la cité de Mycènes selon certaines traditions.